# Vladimir Cvetko
Vladimir Cvetko, slovenski pedagog, publicist, urednik, organizator šolstva in partizan, * 4. januar 1910, Vučja vas, † 10. julij 1988, Ljubljana.

## Življenjepis
Oče mu je bil Fran Cvetko po poklicu učitelj, violinist in pianist. Mati mu je bila učiteljica in pianistka Alojzija V. Freuensfeld. Brata sta mu bila muzikolog Dragotin Cvetko ter dirigent in skladatelj Ciril Cvetko.
Cvetko je leta 1929 maturiral na učiteljišču v Mariboru in nato do 1941 poučeval na osnovni šoli v Vuzenici, od koder so ga Nemci izselili v Bosno, kjer je bil od 1943 do osvoboditve aktiven udeleženec NOB. Po koncu vojne se je vrnil in postal v Mariboru šolski nadzornik, od leta 1957 do 1966 pa je bil direktor Zavoda SRS za šolstvo, ter od 1961 do 1984 odgovorni urednik Sodobne pedagogike.
Cvetko je članke in razprave priobčeval v  Popotniku, Sodobni pedagogiki, Mladem svetu, v reviji Otrok in družina in v dnevnem časopiju. Objavil je dve samostojni publikaciji: Ljubljana v luči socialne slike šolskih okolišev (1955) in Eno leto izvajanja zakona o šolski reformi (1961).